# 楊廷椿
楊廷椿，字壽萱，貴州省貴陽府貴築縣人，清朝政治人物、進士出身。
光緒十六年（1890年）清德宗親政庚寅恩科進士，二甲四十一名，同年五月，著主事，分部学习，由戶部主事改雲南知縣。